# هری پاتر (مجموعه تلویزیونی)
هری پاتر (انگلیسی: Harry Potter) مجموعه تلویزیونی فانتزی است که برای اچ‌بی‌او توسعه یافته است. این مجموعه بر پایهٔ مجموعه کتاب‌هایی با همین نام اثر جی. کی. رولینگ است. تهیه‌کنندگی این مجموعه را اچ‌بی‌او انترتینمنت، وارنر برادرز تلویژن، برونته فیلم اند تی‌وی و هی‌دی فیلمز برعهده دارند. دومینیک مک‌لافلین در نقش هری پاتر، آلاستر استاوت در نقش رون ویزلی و آرابلا استنتون در نقش هرماینی گرنجر ایفای نقش می‌کنند. جان لیسگو، جانت مک‌تیر، پاپا اسیدو و نیک فراست نیز در نقش‌های مکمل حضور دارند.
گزارش‌هایی مبنی بر آغاز روند توسعهٔ مجموعه تلویزیونی بر اساس دنیای هری پاتر از ژانویه ۲۰۲۱ منتشر شد. هدف از این پروژه، اقتباسی وفادارانه از کتاب‌ها در قالب مجموعه‌ای ده ساله اعلام شد. هدایت خلاقانهٔ این مجموعه بر عهدهٔ فرانچسکا گاردینر به‌عنوان شورانر و مارک مایلود به‌عنوان کارگردان است. فرایند انتخاب بازیگران اصلی از نوامبر ۲۰۲۴ آغاز شد و تا آوریل ۲۰۲۵ ادامه داشت. فراخوان انتخاب بازیگر برای نقش‌های اصلی هری، رون و هرماینی در سپتامبر ۲۰۲۴ منتشر شد و پس از بررسی ۳۲ هزار بازیگر، در مه ۲۰۲۵ اعلام شد که مک‌لافلین، استاوت و استنتون برای این نقش‌ها انتخاب شده‌اند.
در ابتدا قرار بود این مجموعه از طریق پلتفرم اچ‌بی‌او مکس منتشر شود، اما از ژوئن ۲۰۲۴ به پخش از خود شبکهٔ اچ‌بی‌او تغییر یافت. تصویربرداری اصلی در ژوئیه ۲۰۲۵ در لیوزدن استودیوز آغاز شد. پخش فصل اول این مجموعه در قالب هشت قسمت برای اوایل سال ۲۰۲۷ از شبکهٔ اچ‌بی‌او در ایالات متحده برنامه‌ریزی شده است.

## خلاصه داستان
این مجموعه اقتباسی از ماجراجویی‌های توصیف‌شده در مجموعه رمان‌های هری پاتر نوشتهٔ جی. کی. رولینگ است.

## بازیگران
- دومینیک مک‌لافلین در نقش هری پاتر[۱]
- آرابلا استنتون در نقش هرماینی گرنجر[۱]
- آلاستر استاوت در نقش رون ویزلی[۱]
- جان لیسگو در نقش آلبوس دامبلدور[۲][۳]
- جانت مک‌تیر در نقش مینروا مک‌گونگال[۲][۳]
- پاپا اسیدو در نقش سوروس اسنیپ[۲][۳]
- نیک فراست در نقش هاگرید[۲][۳]
- پل وایتهاوس در نقش آرگوس فلیچ[۲][۳]
- لوک تالون در نقش کوییرل (فصل ۱)[۲][۳]

## تولید

### پیدایش

#### شایعات اولیه دربارهٔ مجموعه تلویزیونی و تکذیب‌ها
از زمان اکران فیلم هری پاتر و یادگاران مرگ – قسمت دوم در سال ۲۰۱۱، شایعات زیادی دربارهٔ اقتباس تلویزیونی از این مجموعه رمان در اینترنت منتشر شده است. در ژوئیه ۲۰۱۹، وبگاه We Got This Covered از یک پیش‌درآمد تلویزیونی دربارهٔ دنیای هری پاتر خبر داد که قرار بود شخصیت‌های جدیدی را معرفی کند. اما نمایندگان جی. کی. رولینگ، نویسندهٔ رمان‌ها، این شایعه را به سرعت تکذیب کردند.
در ژانویه ۲۰۲۱، تام اشیم به عنوان مدیر جدید فرنچایز دنیای جادوگری و هری پاتر منصوب شد. مسئولیت او توسعهٔ این دنیا در پلتفرم‌های مختلف، ایجاد تجربه‌های تعاملی جدید، برگزاری رویدادها و ساخت جاذبه‌هایی برای پارک‌های موضوعی هری پاتر و همچنین تولید محصولات جانبی تازه بود.
در همان زمان، شایعات جدیدی در اینترنت به‌ویژه از طریق رسانه‌های هالیوود ریپورتر و ورایتی منتشر شد مبنی بر اینکه پروژه‌ای برای ساخت مجموعه اقتباسی از «هری پاتر» برای پلتفرم تازه تأسیس اچ‌بی‌او مکس در حال بررسی است. در آن مرحله، گزارش شد که وارنر برادرز با نویسندگانی در حال مذاکره برای بررسی سناریوهای احتمالی است. اما این موضوع بلافاصله توسط وارنر برادرز و همچنین وبگاه رسمی جی.کی. رولینگ تکذیب شد، با این تأکید که: «هیچ مجموعه تلویزیونی دربارهٔ هری پاتر در حال توسعه نیست، نه در استودیو و نه در پلتفرم پخش.»
سایت فرانسوی La Gazette du Sorcier اشاره کرد که این نوع «نشت اطلاعات» ممکن است عمدی باشد تا واکنش هواداران نسبت به چنین پروژه‌ای ارزیابی شود.
در اوت ۲۰۲۲، آلیسون بوشاف از دیلی میل ادعا کرد که وارنر برادرز و جی.کی. رولینگ بیش از شش ماه است که برای تولید یک مجموعه تلویزیونی از دنیای هری پاتر به توافق رسیده‌اند. اما وارنر برادرز پاسخ داد که همان بیانیه‌ای که در سال ۲۰۲۱ صادر شده بود، «همچنان معتبر است».

#### رسمی شدن پروژه
در ژانویه ۲۰۲۲ یعنی بیش از ده سال پس از اکران آخرین فیلم هری پاتر به نام هری پاتر و یادگاران مرگ – قسمت دوم، دیوید زاسلاو، مدیرعامل جدید وارنر بروز دیسکاوری اعلام کرد که مایل است محتوای جدیدی مرتبط با هری پاتر برای پلتفرم اچ‌بی‌او مکس تولید کند و برنامه دارد در هفته‌های آینده با جی. کی. رولینگ دیدار و در این باره گفتگو کند.
در ۱۲ آوریل ۲۰۲۳، اچ‌بی‌او رسماً تولید یک مجموعه تلویزیونی جدید بر اساس رمان‌های جی.کی. رولینگ را اعلام کرد که با بازیگران کاملاً جدید ساخته خواهد شد. بنابراین برخلاف گمانه‌زنی‌های اولیهٔ هواداران، این مجموعه یک اسپین‌آف یا پیش‌درآمد نیست، بلکه اقتباسی تازه و وفادارانه از کتاب‌هایی است که بین سال‌های ۱۹۹۷ تا ۲۰۰۷ منتشر شده‌اند.
هری پاتر یک پدیدهٔ فرهنگی است و واضح است که علاقه و اشتیاق به دنیای جادوگری همچنان پابرجاست. [...] این مجموعه جدید از تولیدات اورجینال مکس، به‌طور عمیق وارد هر یک از کتاب‌های نمادینی می‌شود که هواداران سال‌هاست از آن‌ها لذت می‌برند.— کیسی بلویز، مدیرعامل اچ‌بی‌او و مکس، 
به گفتهٔ جف اسنایدر، منتقد سینما ساکن لس آنجلس، وارنر برادرز پیشنهادهای دیگری نیز به جی.کی. رولینگ داده بود — از جمله مجموعه‌های تلویزیونی که در نقاط دیگر جهان رخ می‌دهند — اما نویسنده آن‌ها را رد کرد چون می‌خواست به ریشه‌های بریتانیایی دنیای جادوگری وفادار بماند.
قرار است این مجموعه شامل هفت فصل و هر فصل بر اساس یکی از رمان‌ها باشد که تولید آن حدود ده سال به طول خواهد انجامید. جی.کی. رولینگ به همراه همکارانش نیل بلر و روث کنلی-لتس (از شرکت برونته فیلم اند تی‌وی) تهیه‌کنندگان اجرایی آن خواهند بود.
انتظار می‌رود این مجموعه بین سال‌های ۲۰۲۶ یا ۲۰۲۷ پخش شود.

### توسعه
در آوریل ۲۰۲۳، دیوید هیمن، تهیه‌کننده باسابقهٔ مجموعه‌فیلم‌های هری پاتر، وارد گفتگو برای مشارکت در پروژهٔ جدید شد. مشارکت او پنج ماه بعد تأیید شد، زمانی که اعلام کرد او و تیمش هنوز فیلم‌نامه‌نویسی برای این مجموعه پیدا نکرده‌اند، اما امیدوار است این‌بار بتوانند «کتاب‌ها را با جزئیات بیشتری کاوش کنند».
در ژانویه ۲۰۲۴، در جلسه‌ای در لس آنجلس، چندین نویسنده بریتانیایی و آمریکایی از جمله مارتا هیلیر، کاتلین جوردن، تام موران، مایکل لزلی و فرانچسکا گاردینر، دیدگاه‌های خود را دربارهٔ مجموعهٔ تلویزیونی به کمپانی وارنر برادرز ارائه دادند. در نهایت، فرانچسکا گاردینر به عنوان نویسندهٔ اصلی این مجموعه انتخاب و در ۲۶ ژوئن ۲۰۲۴ معرفی شد، همراه با مارک مایلود که کارگردانی چندین قسمت از مجموعه را بر عهده خواهد داشت. گاردینر و مایلود قبلاً با یکدیگر در فصل‌های ۳ و ۴ مجموعه تحسین‌شدهٔ جانشینی همکاری کرده بودند، مجموعه‌ای که در سال ۲۰۲۴ چندین جایزه امی را دریافت کرد.
در سپتامبر ۲۰۲۴، کیسی بلویز، مدیرعامل اچ‌بی‌او، جزئیات بیشتری ارائه داد و اعلام کرد که تولید مجموعه هری پاتر آغاز شده است. او گفت: پخش مجموعه برای «پایان ۲۰۲۶ یا ابتدای ۲۰۲۷» برنامه‌ریزی شده است. نویسندگان و کارگردانان کار خود را تازه شروع کرده‌اند. تیم تولید در حال جذب سرپرستان بخش‌های مختلف (مثل طراحی صحنه، جلوه‌های ویژه و…) است.

### انتخاب بازیگران
فرایند انتخاب بازیگران برای سه شخصیت اصلی (هری، رون و هرماینی) از ۸ سپتامبر تا ۸ نوامبر ۲۰۲۴ انجام شد. در این دوره، تیم تولید به دنبال کودکانی ساکن بریتانیا یا ایرلند بود که «در آوریل ۲۰۲۵ بین ۹ تا ۱۱ سال سن داشته باشند». در این مدت، ۳۲۰۰۰ کودک برای نقش‌های اصلی تست بازیگری دادند و تیم انتخاب بازیگران روزانه ۵۰۰۰ ویدئوی تست را بازبینی می‌کرد.
برای حفظ وفاداری به رمان‌ها، نویسنده فرانچسکا گاردینر و کارگردان مارک مایلود تأکید کردند که سن واقعی شخصیت‌های رمان در مجموعه تلویزیونی رعایت خواهد شد: پروفسور اسنیپ در مجموعه در حدود ۳۰ ساله خواهد بود. جیمز و لی‌لی پاتر، پدر و مادر هری، به درستی به عنوان جوانان ۲۱ ساله نمایش داده خواهند شد، مطابق سن واقعی‌شان در زمان مرگ. مایلود همچنین گفت که برای انتخاب بازیگران بزرگسال می‌خواهد به «سنت حضور بازیگران برجسته تئاتر بریتانیا»، همچون فیلم‌های قبلی وفادار بماند.
بر اساس برخی منابع در دسامبر ۲۰۲۴، مارک رایلنس گزینه‌ای احتمالی برای نقش آلبوس دامبلدور بود. پاپا اسیدو نیز برای ایفای نقش پروفسور اسنیپ مطرح شد.
بین فوریه تا مارس ۲۰۲۵، چند بازیگر دیگر نیز معرفی شدند: به گزارش ددلاین، جان لیسگو در حال امضای قرارداد برای ایفای نقش آلبوس دامبلدور بود، که خود او چند روز بعد در مصاحبه‌ای آن را تأیید کرد. جانت مک‌تیر در حال مذاکره برای بازی در نقش پروفسور مک‌گونگال بود. نیک فراست، بازیگر بریتانیایی، نیز در آستانهٔ امضای قرارداد برای بازی در نقش هاگرید بود.
با این حال، اچ‌بی‌او در آن زمان اعلام کرد که «هیچ‌یک از این انتخاب‌ها هنوز نهایی نشده‌اند و تنها پس از نهایی شدن قراردادها، اطلاعات رسمی اعلام خواهد شد». در ۱۳ آوریل ۲۰۲۵، اچ‌بی‌او و وارنر برادرز به‌طور رسمی انتخاب بازیگران زیر را تأیید کردند: جان لیسگو در نقش دامبلدور، پاپا اسیدو در نقش اسنیپ، جانت مک‌تیر در نقش مک‌گونگال، نیک فراست در نقش هاگرید، لوک تالون در نقش پروفسور کوییرل (که در فصل اول حضور دارد) و پل وایتهاوس در نقش آرگوس فیلچ، سرایدار هاگوارتز.
در نهایت، در ۲۷ مه ۲۰۲۵، اچ‌بی‌او بازیگران اصلی سه‌گانه را معرفی کرد: دومینیک مک‌لافلین در نقش هری پاتر، آلاستر استاوت در نقش رون ویزلی و آرابلا استنتون در نقش هرماینی گرنجر.

### فیلم‌برداری
تصویربرداری اصلی از ۱۴ ژوئیه ۲۰۲۵ در لیوزدن استودیوز در واتفورد، هرتفوردشر آغاز شد؛ همان مکانی که فیلم‌های اصلی هشت‌گانهٔ هری پاتر نیز در آن ساخته شده بودند. فیلم‌بردار این مجموعه آدریانو گلدمن است. در این استودیو، یک مدرسهٔ موقت برای بازیگران خردسال ساخته شد که برای استفادهٔ حدود ۶۰۰ دانش آموز طراحی شده است. گزارش‌ها حاکی از آن است که ساخت دکورهای مجموعه از مه ۲۰۲۵ آغاز شده بود. در همان ماه، گروه تولید بیش از یک هفته را در جزیرهٔ ایل دو سن در بریتانی، فرانسه گذراندند و سکانس‌هایی را در اطراف فانوس دریایی تِوِنِک فیلم‌برداری کردند.
در ۱۴ ژوئیه ۲۰۲۵، نخستین تصویر رسمی از پشت صحنه منتشر شد که دومینیک مک‌لافلین و نیک فراست را در نقش‌هایشان نشان می‌داد. در ۱۷ ژوئیه نیز فیلم‌برداری در باغ‌وحش لندن انجام شد که در آن مک‌لافلین، بیلی پاولی، امبر ریگبی، ویوین کیتسون و میکی مک‌آنالتی با لباس شخصیت‌های خود دیده شدند.

### طراحی دکور و صحنه
در دسامبر ۲۰۲۴، طی رویدادی در دفتر مرکزی وارنر بروز دیسکاوری در لندن، نویسنده فرانچسکا گاردینر و کارگردان مارک مایلود اعلام کردند که برخی از مکان‌های نمادین فیلم‌های اصلی مانند سالن بزرگ هاگوارتز، بدون تغییر حفظ خواهند شد. اما در مجموعه تلویزیونی، قرار است نگاه گسترده‌تری به هاگوارتز داشته باشند. مایلود اشاره کرد که این مجموعه مکان‌های جدیدی مانند اتاق اساتید هاگوارتز را معرفی خواهد کرد و همچنین زیبایی‌شناسی متحول‌شوندهٔ مدرسه را بازآفرینی می‌کند.
او توضیح داد که تیم خلاق قصد دارد با نگاه واقع‌گرایانه‌تری به هاگوارتز به عنوان یک مکان واقعی بنگرد و به تاریخ معماری قلعه بپردازد و اینکه چطور طراحی آن در طول قرون تغییر کرده است، به گفتهٔ او «بنابراین عناصری از معماری جرجی و تلاش‌هایی برای طبیعت‌گرایی وجود خواهد داشت. چرا که ما این فرصت ارزشمند را داریم که داستانی بلندمدت تعریف کنیم.»

## انتشار
این مجموعه قرار است از شبکهٔ اچ‌بی‌او در ایالات متحده پخش شود و انتظار می‌رود در اوایل سال ۲۰۲۷ به نمایش درآید. فصل نخست این مجموعه شامل هشت قسمت خواهد بود. در ابتدا قرار بود این مجموعه از طریق سرویس استریم اچ‌بی‌او مکس منتشر شود.